# Vardāvard-e Vosţá
Vardāvard-e Vosţá (persiska: وَرداوَردِ وُسطَى, وَردُّد وُستَ, وَرداوَرد, وَرداوَردِ وَسَطی, وَرداوَدِ وُسطَى, وَر داوَدِ وَسَطی, وَرد آوَردِ وَسَط, وردآورد وسطی) är en ort i Iran.   Den ligger i provinsen Hamadan, i den nordvästra delen av landet, 300 km väster om huvudstaden Teheran. Vardāvard-e Vosţá ligger 2 036 meter över havet och antalet invånare är 327.
Terrängen runt Vardāvard-e Vosţá är huvudsakligen kuperad, men åt nordost är den bergig. Runt Vardāvard-e Vosţá är det ganska tätbefolkat, med 86 invånare per kvadratkilometer. Närmaste större samhälle är Pasragad Branch, 17,5 km nordost om Vardāvard-e Vosţá. Trakten runt Vardāvard-e Vosţá består i huvudsak av gräsmarker.